# Миядзу (бухта)
Миядзу (яп. 宮津湾 миядзу-ван) — бухта на острове Хонсю (префектура Киото), вдающаяся в западное побережье залива Вакаса.
Протяжённость залива с севера на юг составляет около 9 км, ширина — 1,5-2,5 км. Залив ограничен мысом Куромисаки (яп. 黒崎) на востоке и полуостровом Танго (яп. 丹後半島) на западе, берега обрывисты. На западе залива песчаная коса Аманохасидатэ отделяет от него бухту Асо-кай (яп. 阿蘇海). Лежащий на берегу залива одноимённый город является важным портом со времён эпохи Эдо.